# Павлиноглазка Артемида
Павлиногла́зка Артеми́да (лат. Actias artemis) — ночная бабочка семейства павлиноглазок (Saturniidae). Видовое название дано в честь Артемиды — в греческой мифологии девственная, всегда юная богиня охоты, богиня плодородия, богиня женского целомудрия, покровительница всего живого на Земле.

## Примечание по систематике

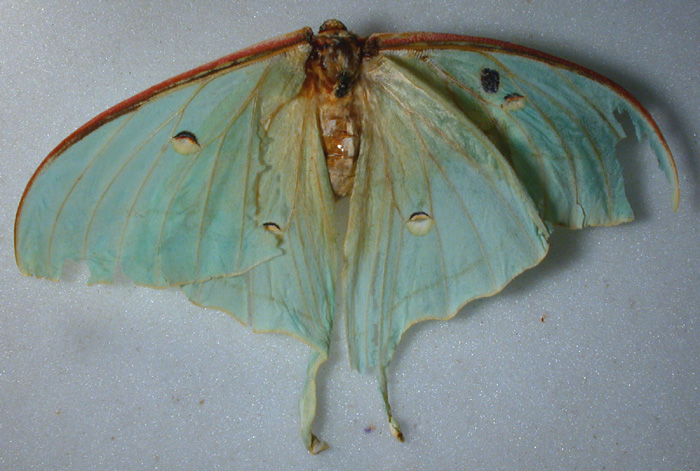
Типовой экземпляр Actias artemis Bremer et Grey, 1853 из коллекции Зоологического института РАН.

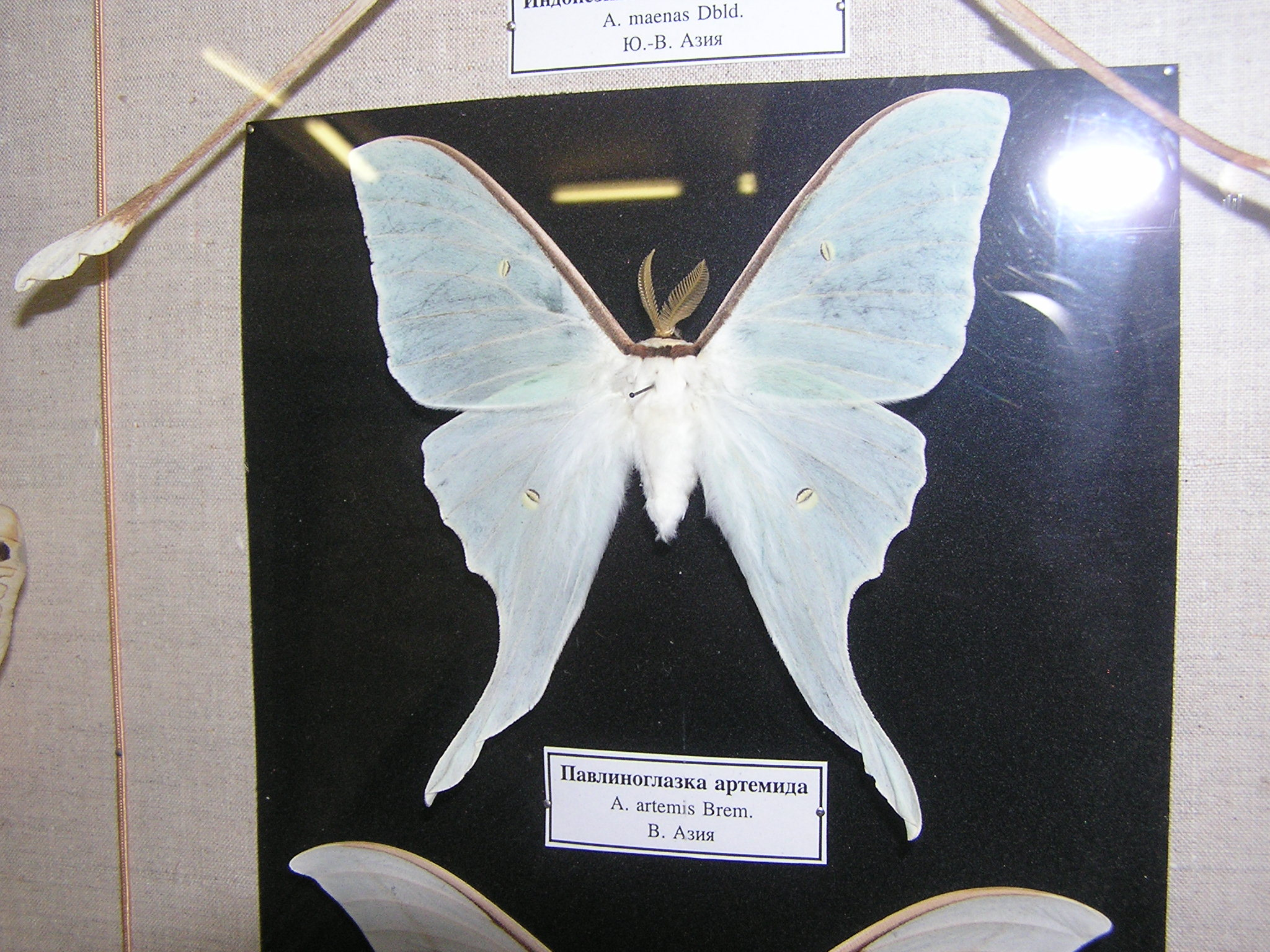
Actias dulcinea

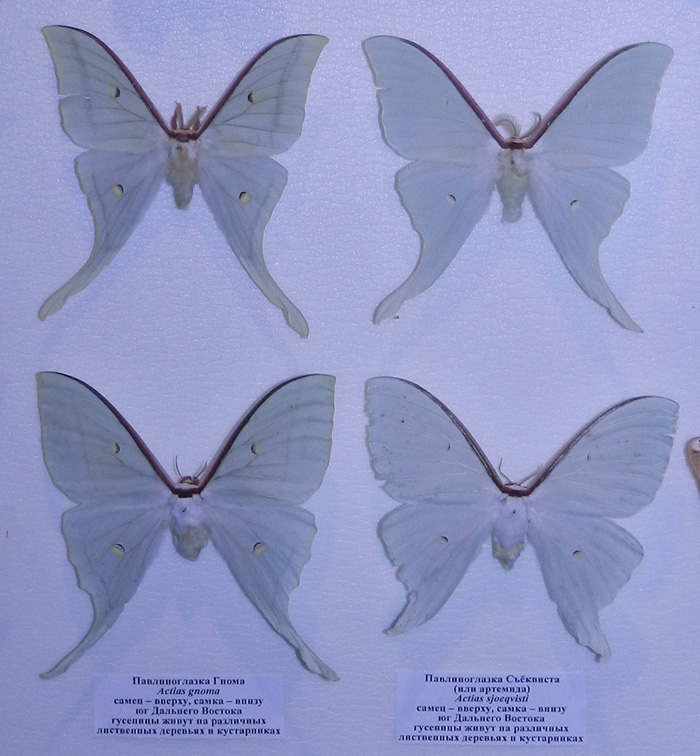
Слева: Actias artemis (=gnoma), справа: Actias dulcinea (=sjoqvisti). Самцы сверху, самки снизу.

Систематика восточноазиатских видов рода Actias ещё далека от устоявшегося состояния. Считается, что типовой экземпляр Actias artemis, описанной из окрестностей Пекина (Северный Китай) относится к виду, который раньше назывался Actias gnoma (Butler, 1877) (ещё раньше до середины XX века он ошибочно назывался Actias selene, которая представляет совсем иной вид из Юго-Восточной Азии). Ситуацию значительно усложняет сильная изменчивость в строении генитального аппарата самцов Actias artemis-gnoma, что приводит к указанию для территории России обоих внешне очень сходных видов. Эта пара распространена от Восточного Забайкалья по всей долине реки Амур до Киселёвки Ульчского района Хабаровского края, а также по всему югу Хабаровского края и в Приморском крае; один раз этот вид отмечали на юге Якутии. Ещё один вид, который был включён в Красную Книгу СССР и ранее назывался Actias artemis (он изображён на нижней фотографии на этой странице), теперь должен называться Actias dulcinea (Butler, 1881), и на самом деле состоит из нескольких близких полувидов, из которых на территории России встречается два: один (Actias dulcinea sjoqvisti Bryk, 1948) — в континентальной части (на юго-востоке Амурской области, в Еврейской АО, на самом юге Хабаровского края (не проникая на север даже до Комсомольска-на-Амуре) и в Приморском крае), а другой (Actias dulcinea dulcinea (Butler, 1881)) обитает на юге Курильских островов.

## Описание
Длина переднего крыла 53—56 мм. Размах крыльев 106—112 мм. Передний край передних крыльев и переднегрудь красно-коричневые. Окраска крыльев бледного голубовато-зелёного цвета. Посредине каждого крыла имеется круглое пятно с узким прозрачным окошком — «глазок», окружённый по краям жёлтыми полосками. Задние крылья с длинными хвостами. Тело и корневая часть крыльев густо опушены. У самок Actias artemis (gnoma) хвостики на задних крыльях длинные, как у самцов, а у самок Actias dulcinea (которая ранее называлась artemis) — очень короткие, значительно короче, чем у самцов.

## Ареал
Actias artemis (=gnoma) встречается на востоке Забайкалья, в Амурской области, Еврейской АО, на юге Хабаровского края до Киселёвки (Ульчский район), по восточному склону Сихотэ-Алиня на север проникает до Ботчинского заповедника; встречается также по всему Приморскому краю, обитает и на юге Курильских островов. Один раз отмечена на юге Якутии. Также встречается в Китае, Корее и Японии.
Actias dulcinea (=artemis auct.) в России распространена значительно уже, обитая по Амуру только от Хинганских гор до Нанайского района Хабаровского края; обычна по всему Приморскому краю, также обитает и на юге Курильских островов. Распространение по восточному склону Сихотэ-Алиня не исследовано, но в Ботчинском заповеднике отсутствует. Встречается в Китае, Корее и Японии.
У обоих видов на территории России находится северная часть ареала вида.

## Местообитания
Приурочена к кедрово-широколиственным лесам.

## Биология

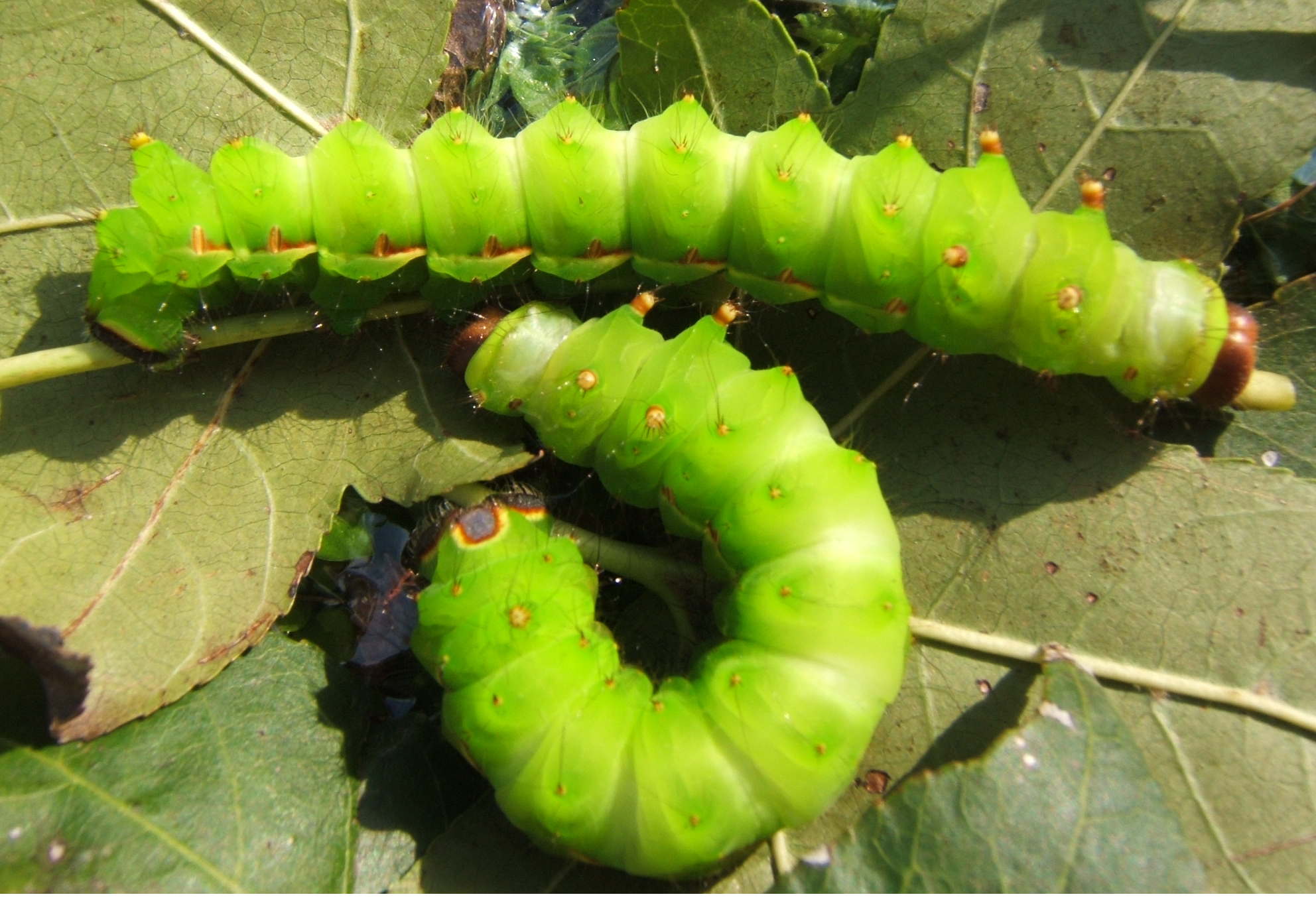
Гусеницы 5-го возраста.

По наблюдениям в окрестностях Хабаровска, оба вида рода дают два лёта бабочек за тёплое время: первый — с конца мая до начала июля, второй — во второй половине августа — начале сентября. Гусеницы от бабочек, летающих в конце лета, не успевают развиться до холодов, и все должны погибать. Имаго не питаются, активны в ночное и сумеречное время. Бабочки часто летят на искусственные источники света.

## Размножение
Яйца откладывает на дубе монгольском, сливе, сакуре и многих других растениях, где питаются гусеницы. Гусеница ярко-зелёная, к концу своего развития длиной до 10 см.

## Разведение
На Украинской опытной шелкостанции (г. Мерефа) в 1970-е годы разводилась культура Actias artemis.